# Simon Pauli (der Ältere)

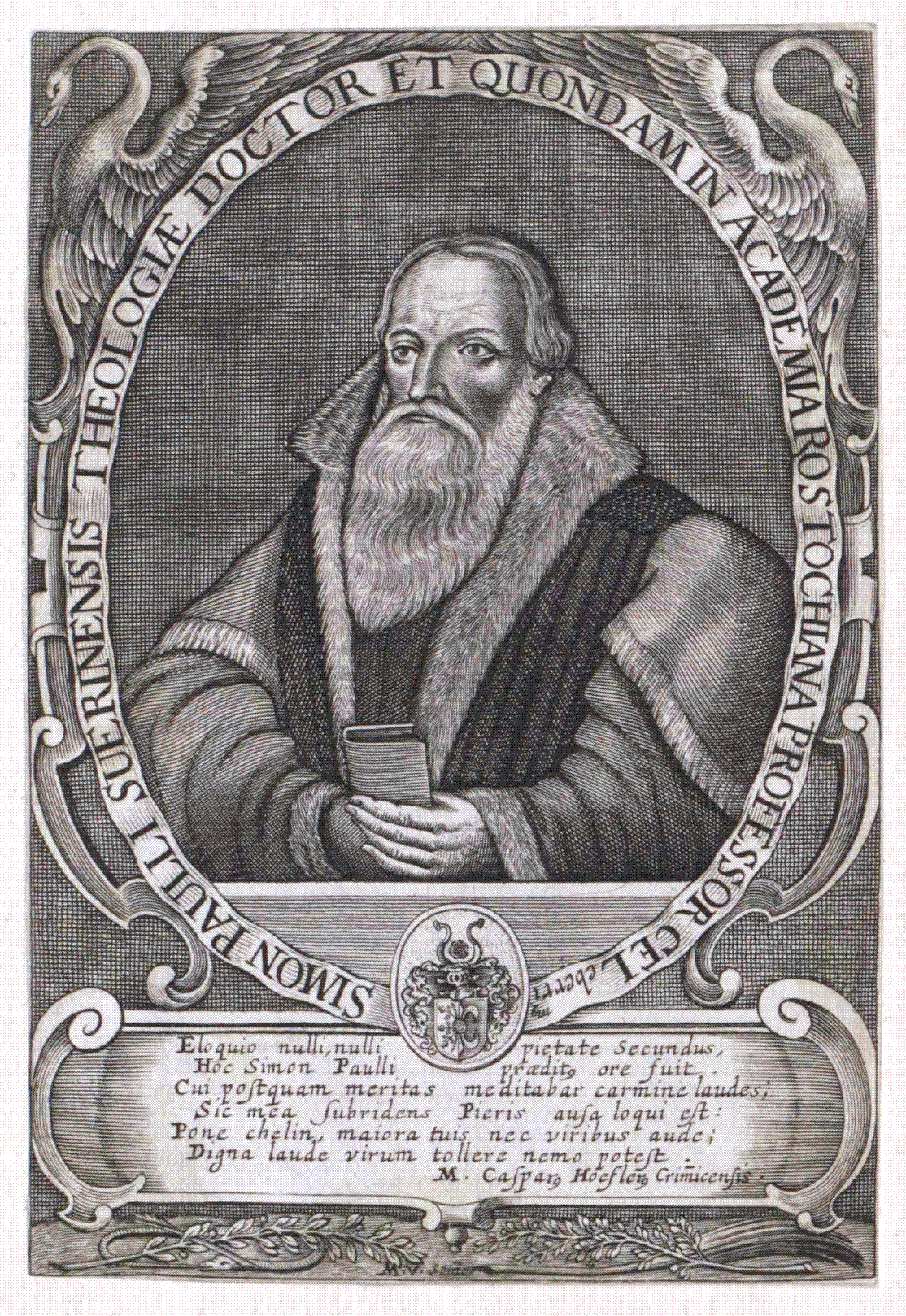

Simon Pauli, genannt der Ältere (* 28. Oktober 1534 in Schwerin; † 17. Juli 1591 in Rostock)
war ein deutscher lutherischer Theologe und erster Stadtsuperintendent von Rostock.

## Leben
Pauli, Sohn des Schweriner Bürgermeisters Johann Pauli († 30. April 1578) und Anna Lose, immatrikulierte sich 1552 zum Theologiestudium an der Universität Rostock und wechselte
1555 nach Wittenberg, wo er bei Philipp Melanchthon studierte.
1559 wurde er zum Domprediger in Schwerin berufen und schon ein Jahr später zum Pastor an der Jakobikirche in Rostock und Professor der Theologie an der Universität. Zusammen mit David Chyträus und Johann Kittel erfolgte 1561 seine Promotion zum Doktor der Theologie.
Pauli war viermal (1566, 1570, 1582, 1588) Rektor der Universität Rostock.
Neben seinen Lehrverpflichtungen nahm er 1570 die Ernennung zum Assessor des fürstlichen Konsistorium und 1571 zum fürstlichen Superintendenten des Rostocker Kreises an – jeweils gegen den Protest des Rostocker Rats, der seine Rechte in der fürstlichen Ernennung geschmälert sah.
Nach dem Ausgleich  zwischen den Mecklenburger Herzögen und der Stadt Rostock im Rostocker Erbvertrag vom 21. September 1573 wurde er vom Geistlichen Ministerium und Rat der Stadt Rostock zum ersten Stadtsuperintendenten in Rostock berufen und 1574 nach herzoglicher Bestätigung in sein Amt eingeführt.
Pauli war zweimal verheiratet, zunächst mit Regina Schmidt (1543–1563), dann mit Katharina Prenger; der zweiten Ehe entstammte sein Sohn Heinrich Pauli (1565–1610), sein Enkel war Simon Pauli (der Jüngere) (1603–1680). Der Ehe seiner Tochter Elisabeth († 1635) mit dem Rostocker Diakon Johann Corfinius entstamme ein weiterer Enkel, der spätere Hauptpastor an der Hamburger Katharinenkirche Johannes Corfinius.